# Nikolaï Matveïev (peintre)
Ne doit pas être confondu avec Nikolaï Matveïev.
Nikolaï Sergueïevitch Matveïev (en russe : Николай Сергеевич Матвеев), né en 1855 à Moscou et mort en 1939 à Moscou, est un peintre, illustrateur et critique d'art russe puis soviétique. Il est exposant non membre du courant des Ambulants.

## Biographie
Il est né en 1855 à Moscou dans une famille marchande d'œuvres d'artiste amateur.
Entre 1872 et 1881, il étudie à l'École de peinture, de sculpture et d'architecture de Moscou (MUZHVZ) sous la direction d'Evgraf Sorokine et Vassili Perov, deux principaux Ambulants. Au cours de ses études, il a reçu deux fois de petites médailles d'argent, en 1878 et en 1881.
Au début des années 1880, Matveïev assiste à des soirées de dessin dans l'atelier d'Ilia Répine. En 1901, il rejoint la société des amateurs d'art de Moscou (ru) qui comprenait le collectionneur Pavel Tretiakov, lequel acquit plusieurs œuvres de Matveïev dont l'une de ses meilleures toiles, nommée « Crépuscule » (Сумерки, 1891).
Matveïev a participé à des expositions : 
- En tant qu'étudiant de MUZHVZ (1877-1881) ;
- En tant qu'exposant Ambulant (1887-1906) ;
- Société des artistes de Saint-Pétersbourg (1891-1917) ;
- Société des artistes de peinture historique (1895-1898) ;
- Exposition panrusse à Nijni Novgorod (1896) ;
- OBIS (russe : ОБИС, 1925).

Dans les années 1900, il participe à la fondation de la société des artistes de peinture historique, créée à Moscou. Il est également critique d'art pour le journal Rousski listok.
En 1918, Matveïev est membre de la Commission pour la protection des monuments et des trésors artistiques du Conseil des députés ouvriers et soldats. Dans les dernières années de sa vie, il se consacre à la restauration de la peinture.
Il meurt le 11 avril 1939 à Moscou. Il est enterré au cimetière de la Présentation.
La plupart de ses œuvres sont conservées à la galerie Tretiakov ainsi que dans d'autres musées russes et dans le monde.

## Galerie

Quelques tableaux
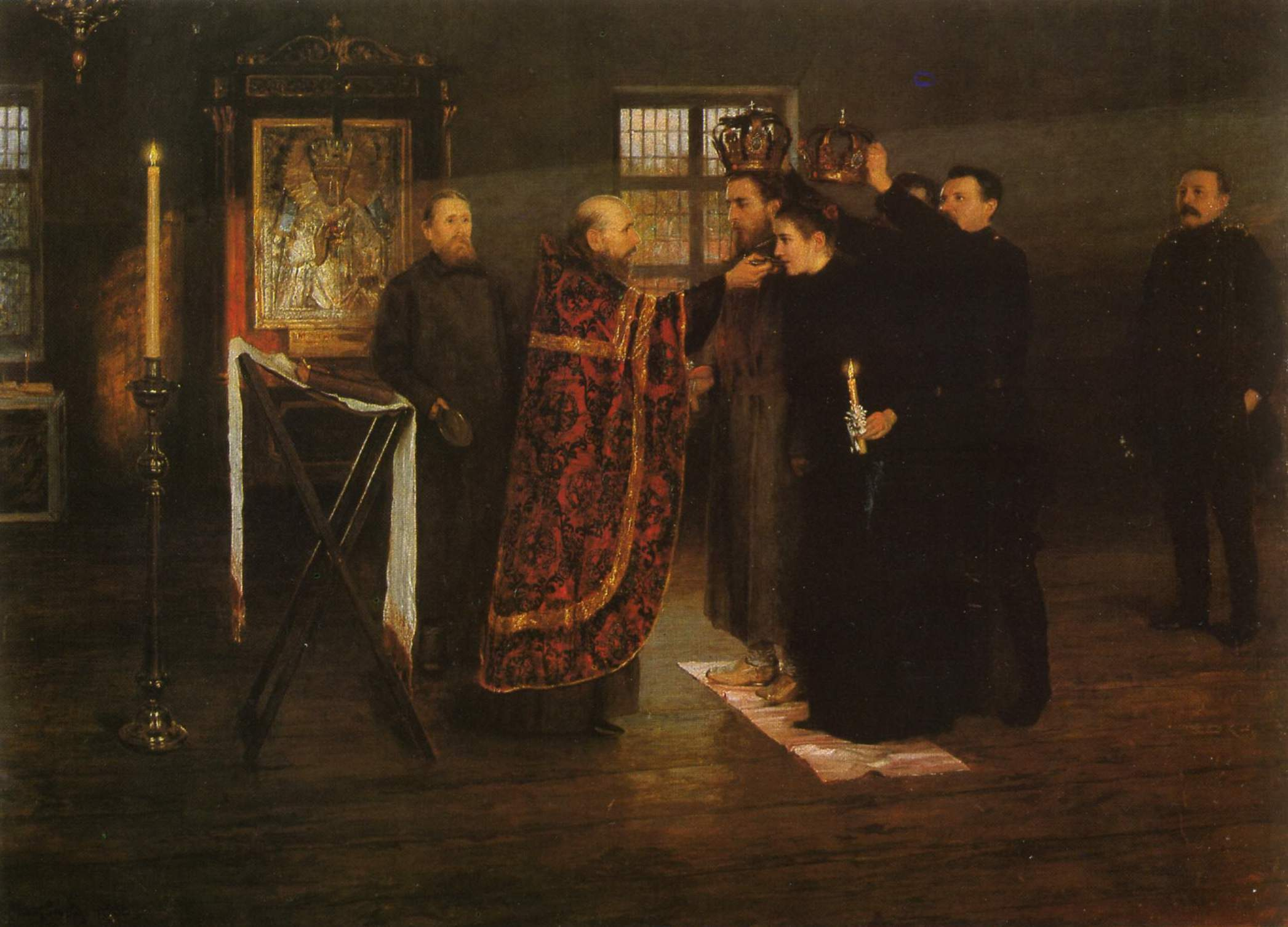
Un mariage dans une prison, 1890. Musée national des beaux-arts de la République de Moldavie, Chișinău.
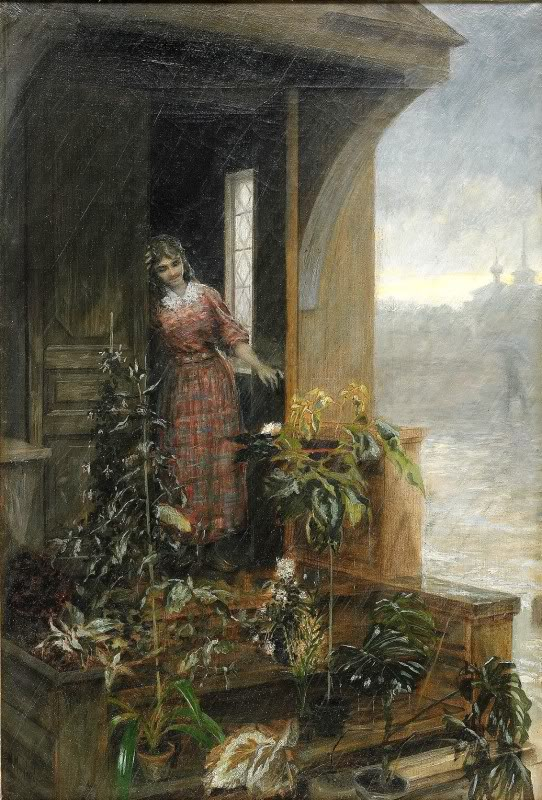
La fille sur le porche.
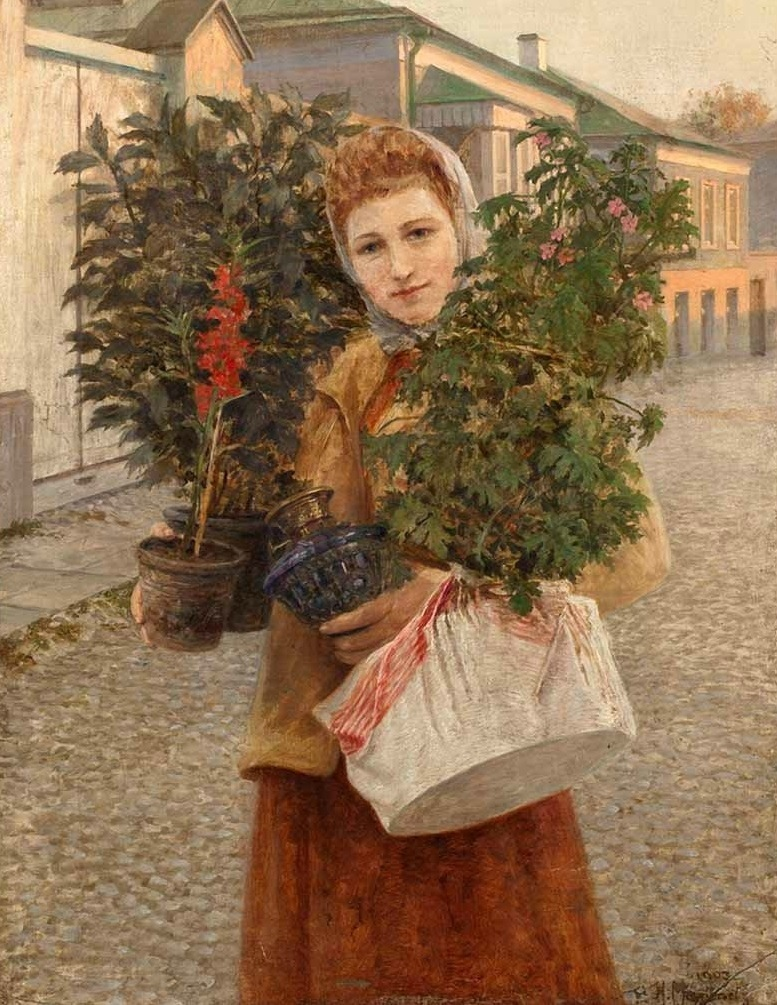
Dans un nouvel appartement.
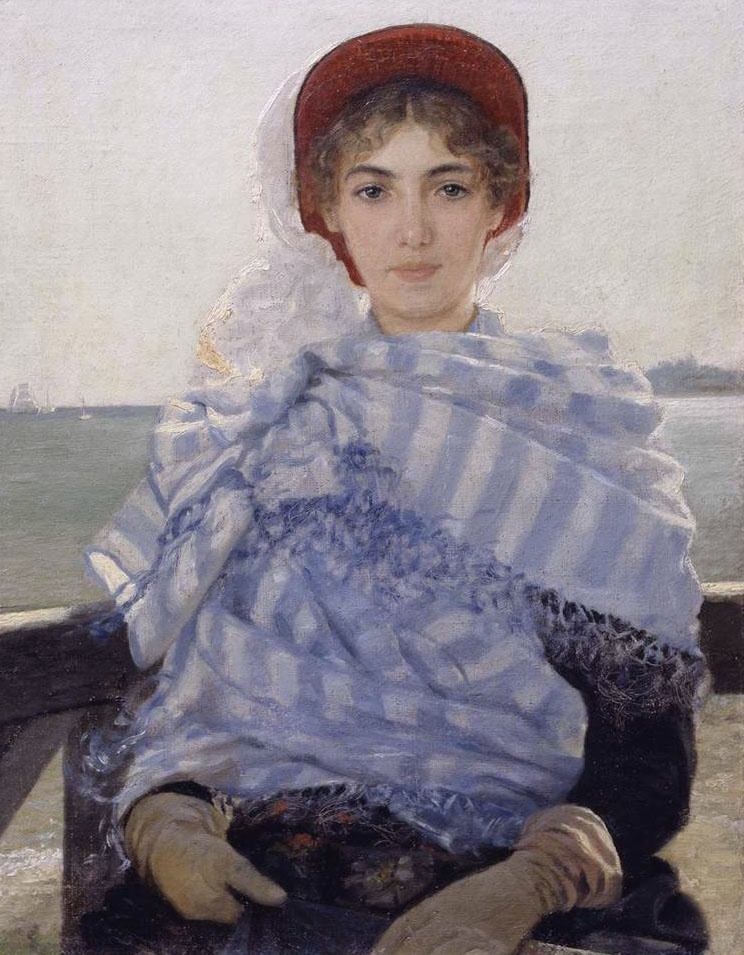
Portrait de sa femme. Musée d'art de Simferopol (ru).
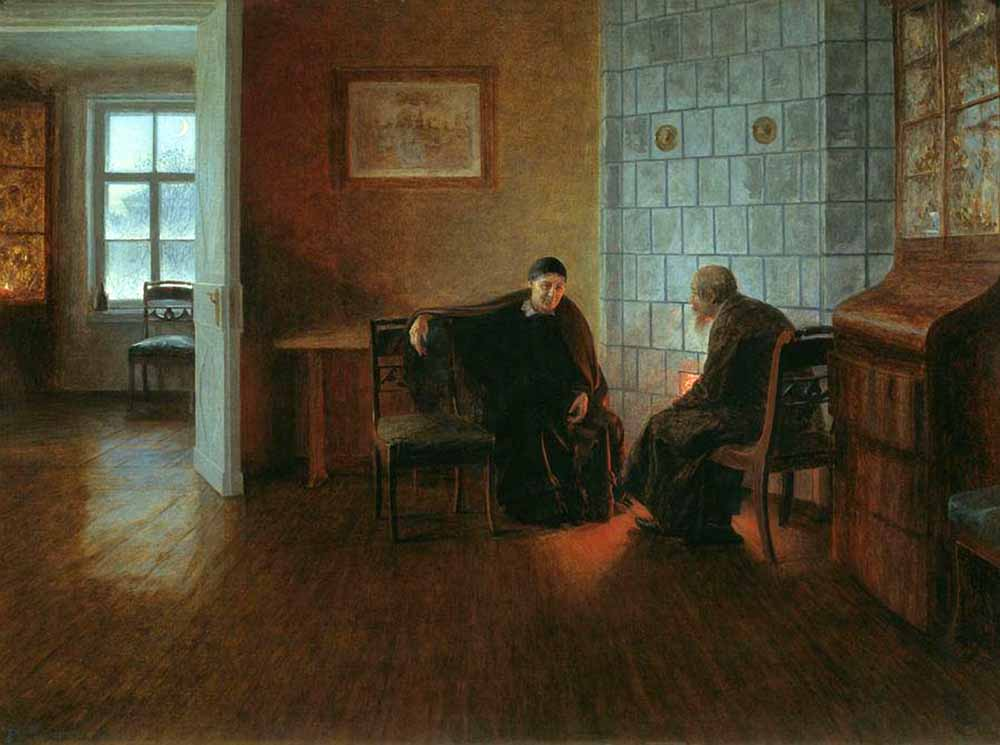
Crépuscule, 1891. Galerie Tretiakov.
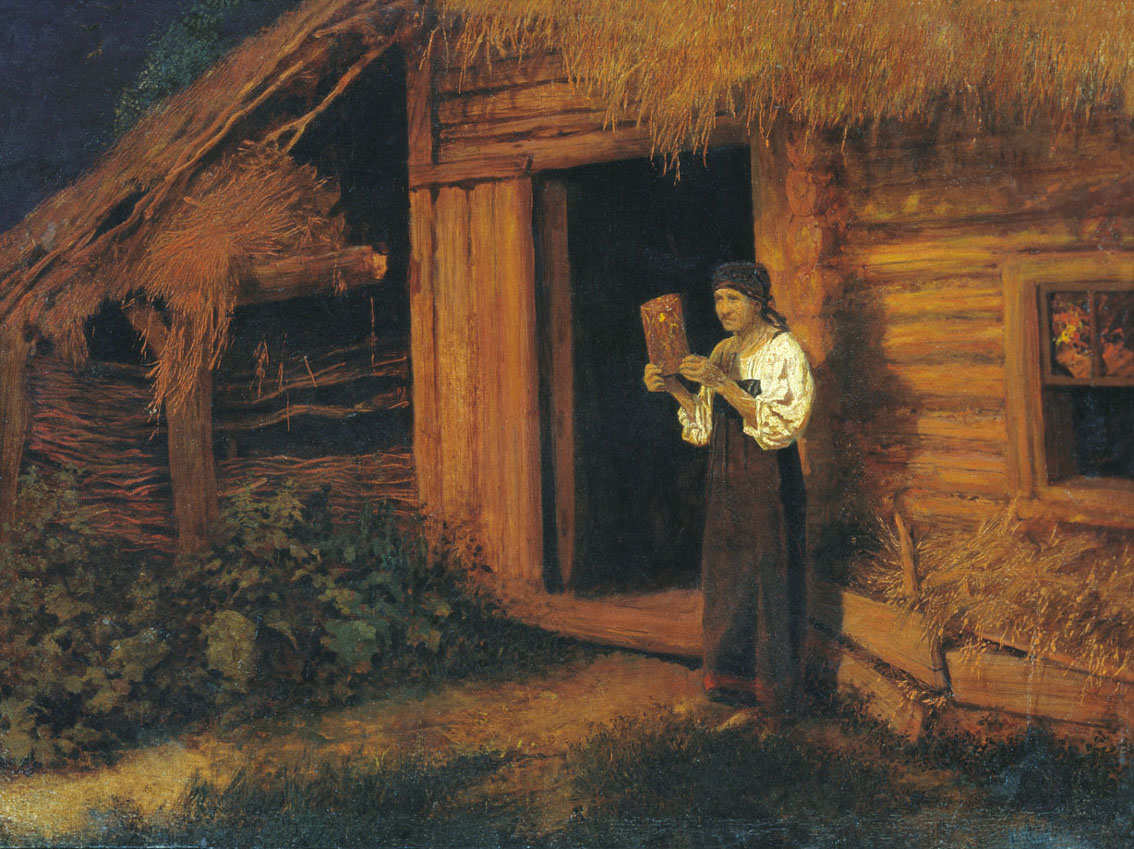
Incendie, 1891. Musée d'État d'histoire des religions, Saint-Pétersbourg.
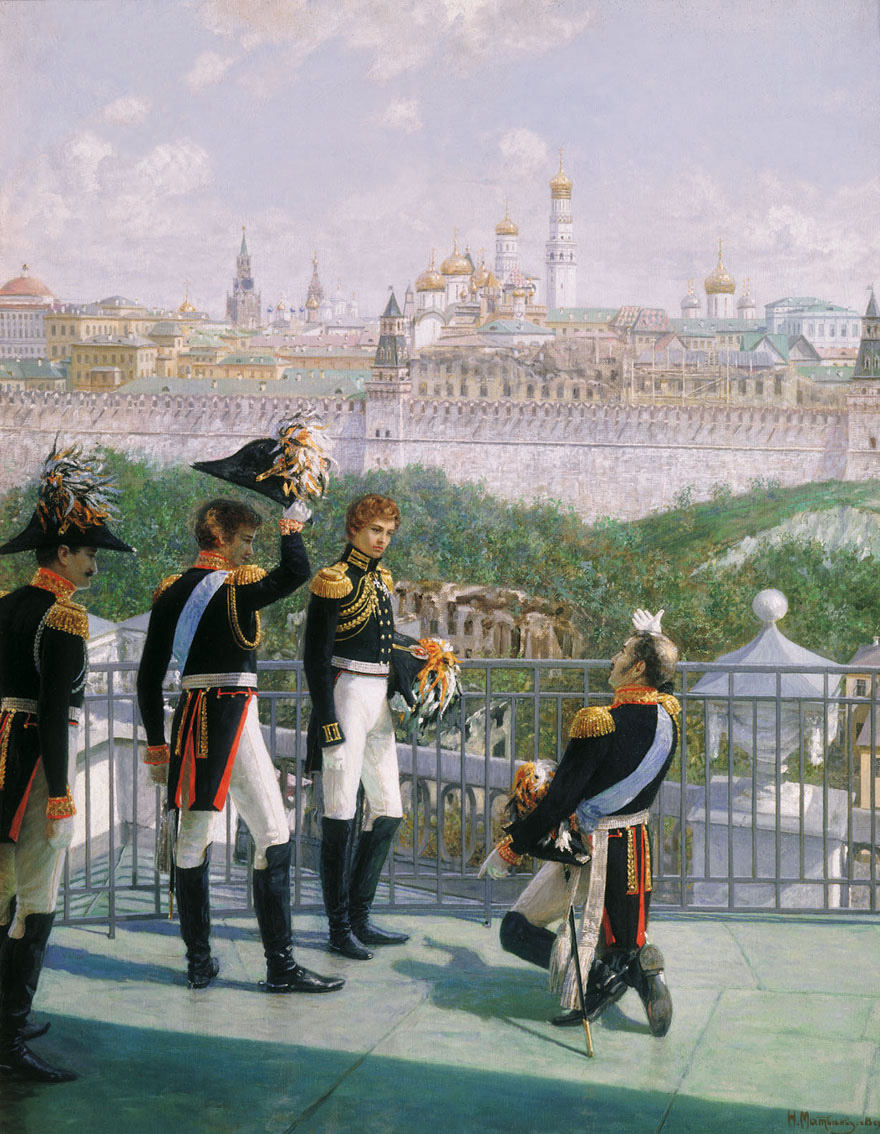
Le roi de Prusse Frédéric Guillaume III avec ses fils remercie Moscou d'avoir sauvé son état, 1896, galerie Tretiakov.
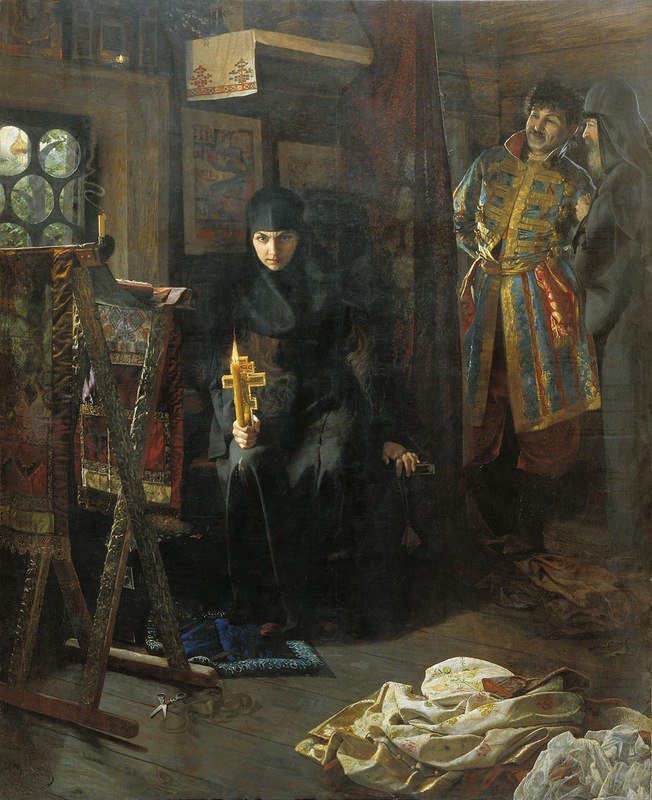
Tondue contre son gré, 1897.
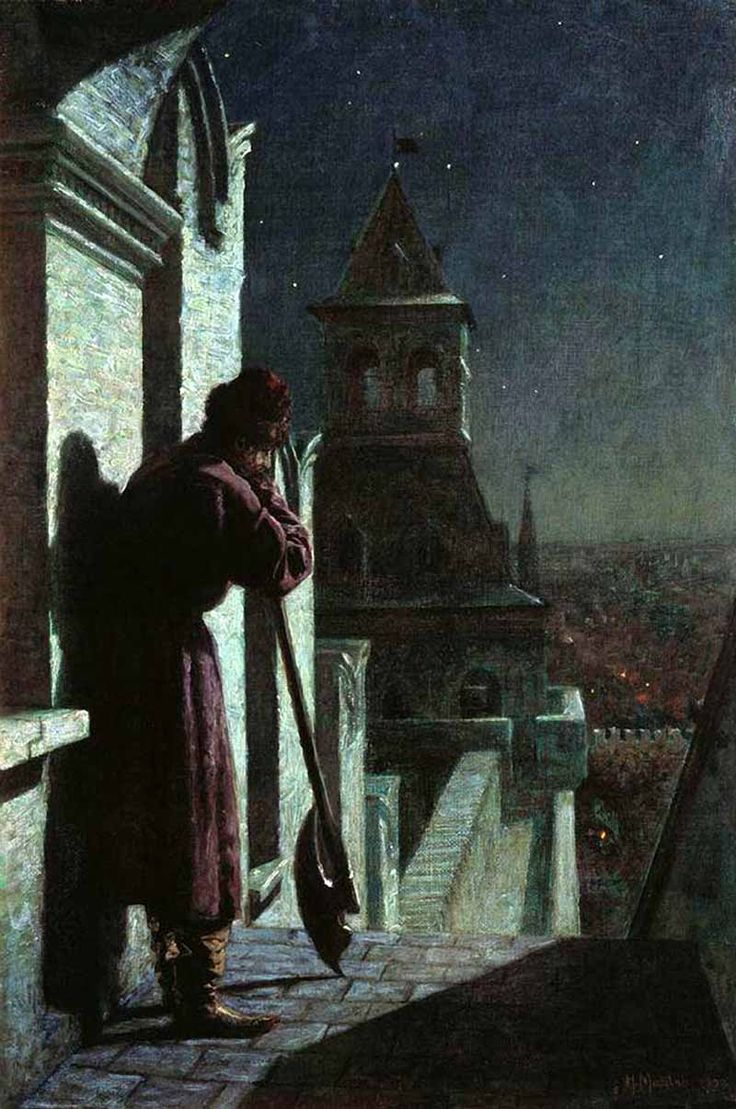
Streltsy sur la tour du Kremlin par une nuit de pleine lune.
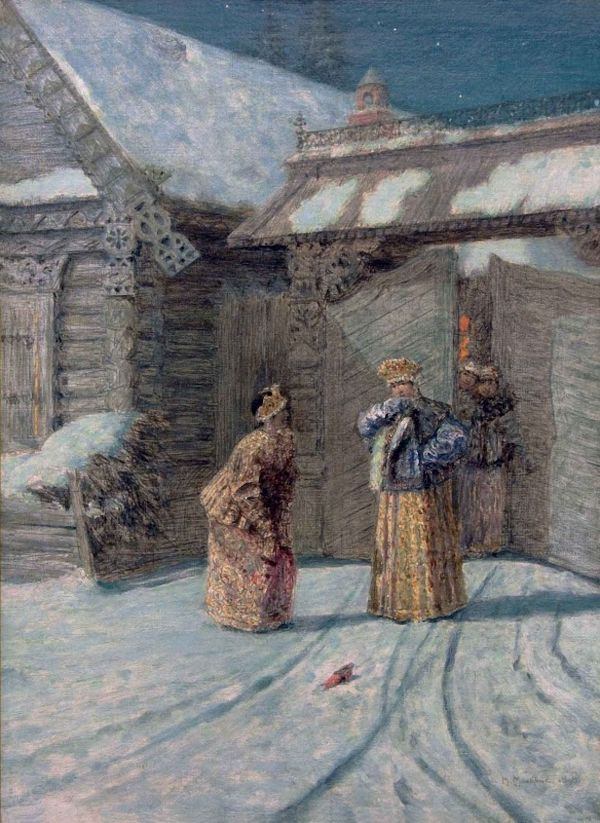
Une fois la veille de l'Épiphanie, 1898.